# Walterboro
Walterboro é uma cidade localizada no estado norte-americano da Carolina do Sul, no Condado de Colleton.

## Demografia
Segundo o censo norte-americano de 2000, a sua população era de 5153 habitantes.
Em 2006, foi estimada uma população de 5545, um aumento de 392 (7.6%).

## Geografia
De acordo com o United States Census Bureau tem uma área de
12,9 km², dos quais 12,9 km² cobertos por terra e 0,0 km² cobertos por água. Walterboro localiza-se a aproximadamente 22 m acima do nível do mar.

## Localidades na vizinhança
O diagrama seguinte representa as localidades num raio de 36 km ao redor de Walterboro.